# Paepalanthus jordanensis
Paepalanthus jordanensis är en gräsväxtart som beskrevs av Silveira. Paepalanthus jordanensis ingår i släktet Paepalanthus och familjen Eriocaulaceae. Inga underarter finns listade i Catalogue of Life.